# 1929

## Події
- Початок великої депресії.
- Ратифіковано угоду між Італією і Святим престолом, відповідно до якої утворилася держава Ватикан і опублікована Конституція цієї країни.
- 28 січня — 3 лютого — відбувся Перший конгрес Українських націоналістів у Відні, де створено Організацію українських націоналістів, головою проводу якої було обрано Євгена Коновальця
- 9 лютого — Радянський Союз, Польща, Естонія, Румунія та Латвія підписали у Москві «протокол Литвинова», які погоджуються не використовувати силу для вирішення суперечок між собою[1].
- 11 лютого — Королівство Італія та Святий Престол Католицької Церкви підписали Латеранські угоди про створення Ватикану як незалежного суверенного анклаву в Римі, вирішуючи «Римське питання».
- 14 лютого — «Різанина у День Святого Валентина»: п’ятьох гангстерів (суперників Аль Капоне) та цивільного застрелено в Чикаго[2].
- 21 лютого — у першій битві повстанців у північно-східній частині Шаньдуна проти націоналістичного уряду Китаю 24 000 повстанців на чолі з Чжан Цзунчаном зазнають поразки у Чжифу від 7 000 військ НРА.
- 26 лютого — Національний парк Гранд-Тітон засновано Конгресом США.
- 16 травня — відбулася перша церемонія вручення премії «Оскар».
- 8 червня — Маргарет Бондфілд стає першою жінкою в уряді Великої Британії на посаді міністра.

### Наука
- Ернест Лоуренс сконструював перший циклотрон.
- Едвін Габбл сформулював закон пропорційності швидкості розбігання галактик віддалі між ними (закон Габбла).
- Александер Флемінг опублікував працю, в якій описав антибактеріальну дію пеніциліну.

### Аварії й катастрофи
- 21 грудня — Китайський пароплав Лі Чонг (Lee Cheong) затонув під час шторму біля Гонконгу. Загинуло понад 300 осіб.

## Народились
Дивись також Категорія:Народились 1929
- 3 січня —Серджо Леоне, італійський сценарист, кінорежисер
- 12 січня — Микола Мащенко, український актор, сценарист, кінорежисер
- 15 січня — Мартін Лютер Кінг, американський баптистський священик, діяч негритянського руху за рівноправ'я
- 29 січня — І. О. Молостова (1929–1999), режисер
- 31 січня:
  - Джин Сіммонс, голлівудська акторка англійського походження (пом. 2010).
  - Рудольф Людвіг Мессбауер, фізик
- 13 лютого — Нінель Кургапкіна, радянська балерина, народна артистка СРСР
- 15 лютого — Грем Гілл, англійський автогонщик
- 18 лютого — Бриж Теодозія Марківна, скульптор
- 19 лютого — Коркушко Олег Васильович
- 23 лютого — Алексій II, 15-й патріарх Московський (з 1990)
- 6 березня — Фазіль Іскандер, російський письменник
- 7 березня — Ернст Оцвірк, австрійський футболіст
- 10 березня — Олег Стриженов, російський кіноактор
- 18 березня — Федір Муравченко, головний конструктор і керівник Запорізького машинобудівного конструкторського бюро «Прогрес»
- 21 березня — Юрій Мушкетик, український письменник.
- 29 березня — Леннарт Мері, естонський письменник і державний діяч, президент Естонії в 1992—2001 роках
- 6 квітня — Андре Превін, американський піаніст, композитор
- 6 квітня — Едісон Денисов, російський композитор
- 10 квітня — Макс фон Сюдов, шведський кіноактор
- 1 травня — Ральф Дарендорф, німецько-британський мислитель і політик-ліберал, соціолог, лорд, єврокомісар
- 4 травня — Одрі Гепберн, американська кіноакторка бельгійського походження
- 17 травня — Шарварко Борис Георгійович — режисер, Народний артист України.
- 12 травня — Сем Нуйома, президент Намібії
- 1 червня — Стасіс Красаускас, литовський графік
- 5 червня — Роберт Лансінг, актор
- 6 червня — Алоїз Бренч, латиський кінорежисер
- 12 червня — Анна Франк, єврейська дівчинка з Амстердама
- 17 червня — Тигран Петросян, 9-й чемпіон світу з шахів (1963—1969)
- 19 липня — Зубченко Галина, українська художниця.
- 27 липня — Хосе Гонсальво Вівес, іспанський скульптор.
- 28 липня — Жаклін Кеннеді-Онасіс, дружина президента США Джона Кеннеді, дружина грецького магната Аристотеля Онасіса
- 4 серпня — Ясір Арафат, голова Організації визволення Палестини (з 1969)
- 7 серпня — Юрій Черниченко, російський письменник, журналіст, політик
- 14 серпня — Дік Тайгер, боксер
- 16 серпня — Білл Еванс, американський джазовий піаніст
- 21 серпня — Вія Артсане, латиська акторка
- 28 вересня — Дмитро Павличко, український письменник, поет, перекладач, політик
- 15 жовтня — Милорад Павич, сербський письменник
- 22 жовтня — Лев Яшин, радянський футболіст, воротар
- 12 листопада — Грейс Келлі, американська акторка, лауреатка премії «Оскар» 1954 року[en] (пом. 1982).
- 28 грудня — Террі Савчук, легендарний канадський воротар

## Померли
Див. також Категорія:Померли 1929
- 23 вересня — Ріхард Зігмонді, австрійсько-німецький хімік, лауреат Нобелівської премії з хімії 1925 року

## Нобелівська премія
- з фізики: Луї де Бройль — «За відкриття хвильової природи електронів»
- з хімії: Артур Гарден та Ганс фон Ейлер-Хельпін — «За дослідження ферментації цукру і ферментів бродіння»
- з медицини та фізіології: Христіан Ейкман — «За внесок у відкриття вітамінів»; Фредерик Ґоуленд Гопкінс — «За відкриття вітамінів, що стимулюють процеси росту»
- з літератури: Томас Манн
- премія миру: Френк Біллінгс Келлог — «За підготовку Пакту Бріана-Келлога, учасники якого погодились вирішувати всі конфлікти мирним шляхом і виключили війну як інструмент національної політики»